# David Davis (handball)
Pour les articles homonymes, voir David Davis et Davis.
David Davis Cámara, né le 25 octobre 1976 à Santa Maria de Palautordera, est un handballeur international espagnol qui évolue au poste d'ailier gauche.
Avec l'équipe d'Espagne, il est champion du monde en 2005 puis remporte une médaille de bronze aux Jeux olympiques de 2008.
En juillet 2013, il quitte le BM Atlético de Madrid, alors en dissolution, pour rejoindre le FC Porto.
En octobre 2018, il est nommé entraîneur du Veszprém KSE mais est limogé en 2021 après la perte du titre de champion au détriment du SC Pick Szeged. Il termine la saison 2021/2022 au Vardar Skopje mais le club doit faire face à d'importants problèmes financiers et en octobre 2022, Davis rejoint le club égyptien d'Al Ahly SC.Il y passera deux saisons, avant de finalement rejoindre le club roumain du Dinamo Bucarest à l'aube de la saison 2024/2025, prenant la suite d'un autre entraineur espagnol, Xavi Pascual.

## Palmarès

### En club
Compétitions internationales
- Ligue des champions
  - Vainqueur (3) : 2006, 2008 et 2009
  - Finaliste (3) : 2011, 2012, 2013
- Coupe de l'EHF (1) : 1995
- Supercoupe d'Europe[4] (3) : 2005, 2006, 2008
- Super Globe[4] (3) : 2007, 2010, 2012

Compétitions nationales
- Championnat d'Espagne (4) : 2007, 2008, 2009, 2010
- Coupe du Roi (4) : 2008, 2011, 2012, 2013
- Coupe ASOBAL (4) : 2003, 2006, 2007, 2008, 2011
- Supercoupe d'Espagne[4] (3) : 2007, 2010, 2011

### En équipe nationale
- Médaille d'or au Championnat du monde 2005 en  Tunisie
- Médaille d'or aux Jeux méditerranéens de 2005 à Almeria en  Espagne
- Médaille d'argent au Championnat d'Europe 2006 en  Suisse
- Médaille de bronze aux Jeux olympiques de 2008 à Pékin en  Chine

## Palmarès d'entraîneur

### En clubs
Compétitions internationales
- Ligue des champions
  - Vainqueur (1) : 2017 (adjoint)
  - Finaliste (1) : 2019 (adjoint)
- Vainqueur de la Ligue SEHA (2) : 2014 et 2017 (adjoint)

Compétitions nationales
- Vainqueur du Championnat de Macédoine du Nord (1) : 2015 (adjoint), 2022
- Vainqueur du Coupe de Macédoine du Nord (1) : 2015 (adjoint), 2022
- Vainqueur du Championnat de Hongrie (1) : 2019
- Vainqueur du Coupe de Hongrie (1) : 2021
- Vainqueur du Championnat d'Égypte (2) : 2023, 2024
- Vainqueur de la Coupe d'Égypte (1) : 2023

### En équipe nationale
- 8e place au Championnat du monde 2019